# 구정초등학교 (충북)
구정초등학교는 대한민국 충청북도 진천군에 있는 공립 초등학교이다.

## 학교 연혁
- 1939.06.16 북이초등학교 부설 용산간이학교 인가
- 1944.04.03 구정초등학교로 승격 개교(초대 교장: 김창제)
- 1967.03.05 양화분교장(오상초등학교)설립 개교
- 1992.03.01 오상분교장 통합
- 2002.03.01 구정초등학교와 오상분교장 통폐합
- 2014.02.14 제67회 졸업식(총 졸업생 수 2,933명)
- 2014.03.01 제28대 장시옥 교장 부임

## 참고 자료
- 구정초등학교 - 한국교육학술정보원 학교알리미